# Science-fiction française
La science-fiction française est un genre important de la littérature française. C'est un genre actif et productif qui a évolué en conjonction avec la science-fiction anglophone et le reste de la littérature française et internationale.

## Histoire

### Proto science-fiction avant Jules Verne
Dès le XVIIe siècle, l'exploration spatiale et les extraterrestres apparaissent dans l‘Histoire comique des États et Empires de la Lune de Cyrano de Bergerac (1657) et dans l'Entretien sur la Pluralité des Mondes de  Fontenelle (1686).  Les contes philosophiques de Voltaire Micromégas (1752) et le Songe de Platon (1756) sont particulièrement prophétiques pour l'avenir de la science-fiction.
Il faut aussi mentionner les Voyages et Aventures de Jacques Massé de Simon Tyssot de Patot (1710), qui présente un Monde perdu, La Vie, Les Aventures et Le Voyage de Groenland du Révérend Père Cordelier Pierre de Mésange (1720), qui présente une Terre creuse, L'An 2440, rêve s'il en fut jamais de Louis-Sébastien Mercier (1771), qui dépeint une France du futur et La Découverte australe par un homme volant de Restif de la Bretonne (1781), célèbre pour ses inventions prophétiques.

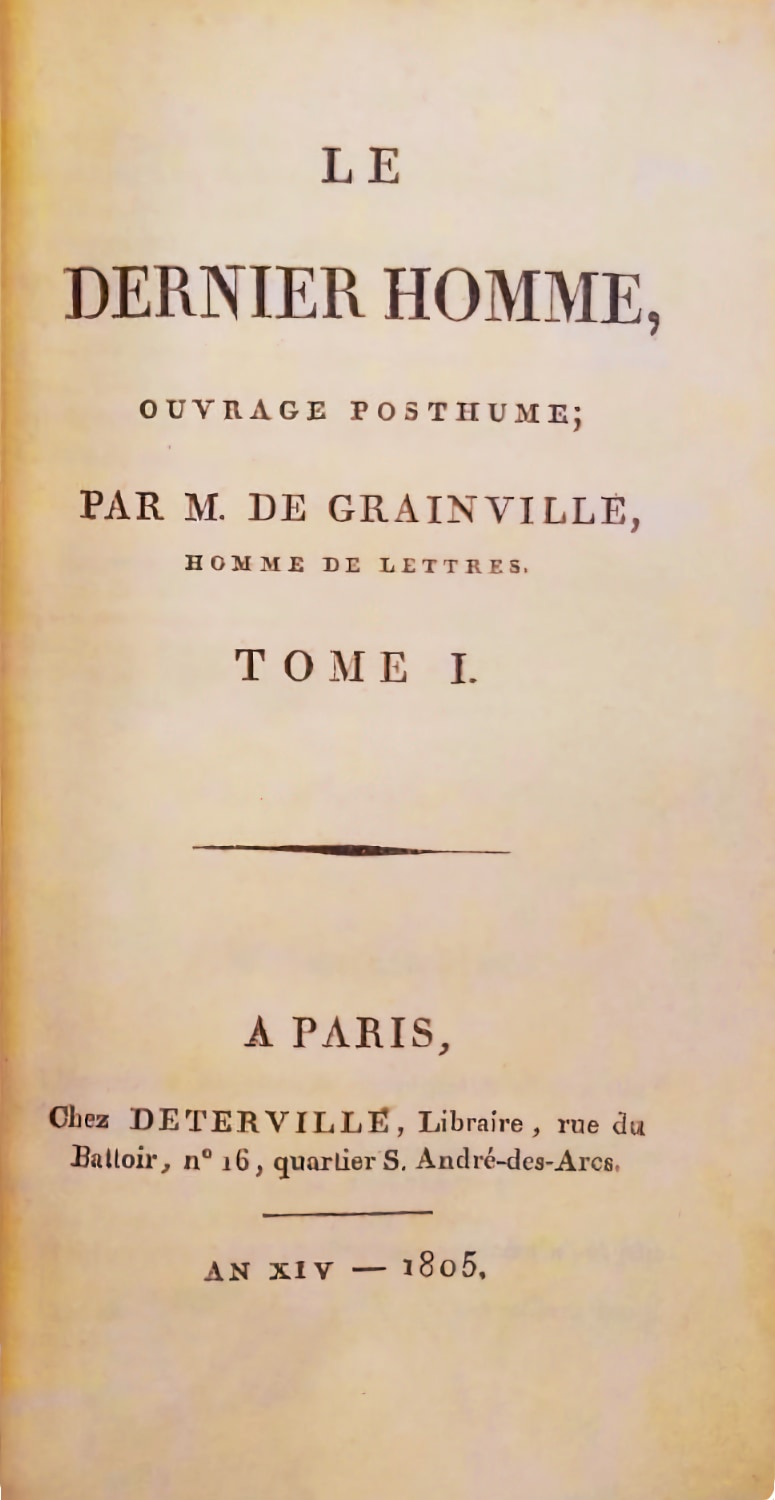
Première édition du Dernier Homme de Jean-Baptiste Cousin de Grainville (1805)

Parmi les autres auteurs et œuvres de proto science-fiction notable des XVIIIe et XIXe siècles, on trouve :
- Le Dernier Homme de Jean-Baptiste Cousin de Grainville (1805), consacré au dernier homme sur Terre ;
- Le Roman de l'Avenir de l'historien Félix Bodin (1834) et Le Monde tel qu'il sera d'Émile Souvestre (1846), deux romans qui tentent de prédire à quoi ressemblerait le siècle suivant ;
- Napoléon et la Conquête du Monde de Louis Geoffroy (1836), une uchronie où Napoléon a conquis le monde ;
- Star ou Psi de Cassiopée de C. I. Defontenay (1854), une chronique d'un monde et d'une civilisation extraterrestres ressemblant aux œuvres d'Olaf Stapledon ;
- La Pluralité des Mondes Habités de l'astronome Camille Flammarion (1862), qui spécule sur l'existence d'une vie extraterrestre.

### «Âge d'Or de la fiction spéculative française»
Avant l'arrivée de la science-fiction anglo-saxonne en France, le genre prospère sous de multiples appellations : roman « scientifique », « d'hypothèses », de « merveilleux scientifique », d'« anticipation », « chimérique », « extraordinaire ».
Durant cet « Âge d’Or de la fiction spéculative française » qui s’étend de 1880 à 1940, outre Jules Verne, plusieurs auteurs émergent :
- Louis-Henri Boussenard, un successeur de Jules Verne.
- Didier de Chousy, qui a écrit Ignis (1883), un roman où un inventeur essaie de capter l'énergie du centre de la terre dans une société dystopique dominée par la technologie.
- Arnould Galopin, créateur du Docteur Omega (1906).

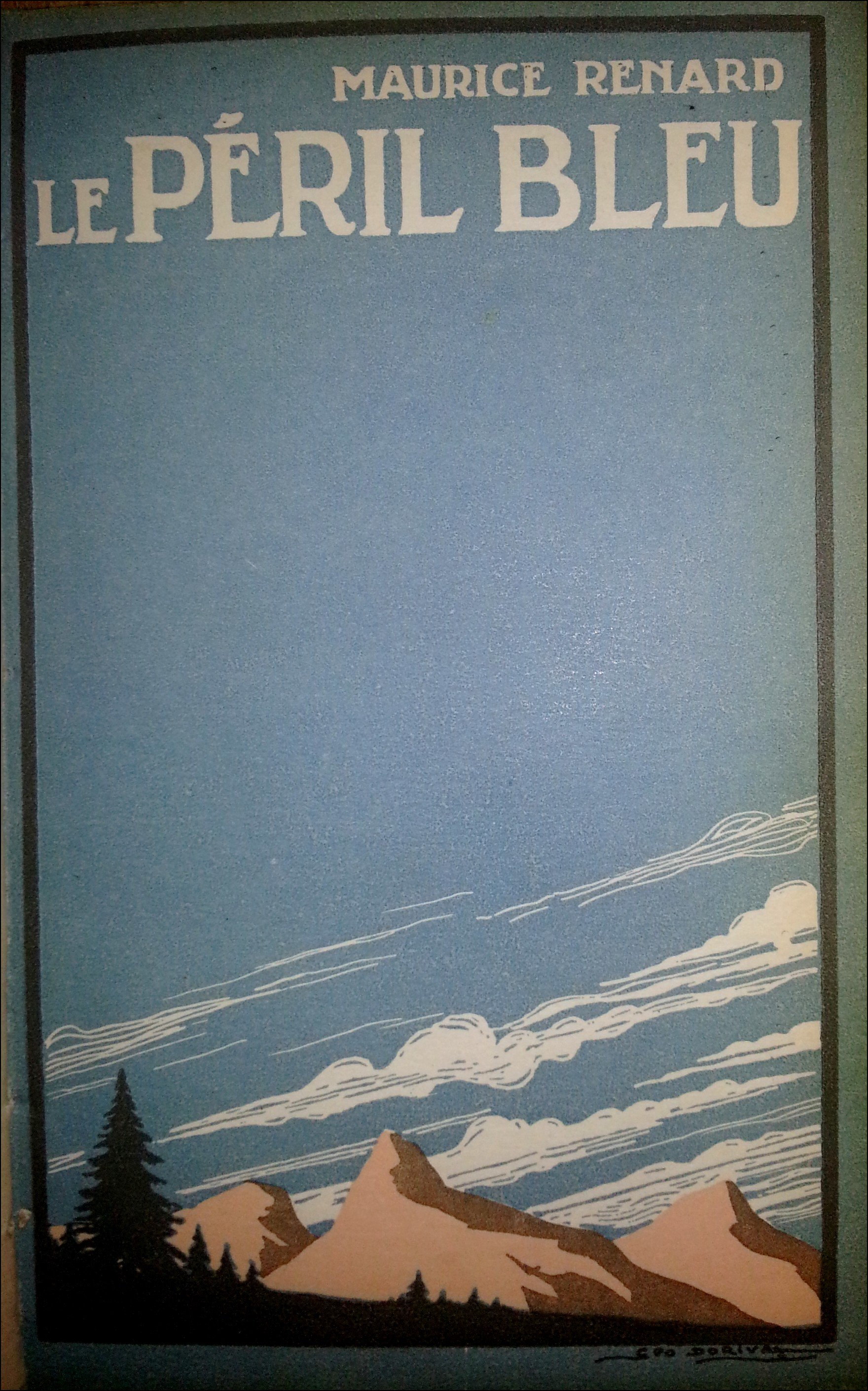
Première édition du Péril Bleu de Maurice Renard.

- Paul d'Ivoi, auteur des Voyages excentriques. Vernien et créateur des héros de littérature de gare Lavarède et Docteur Mystère (1900).
- André Laurie, un autre successeur de Jules Verne.
- Georges Le Faure et Henri de Graffigny, qui ont envoyé leurs héros explorer le système solaire dans Les Aventures Extraordinaires d'un Savant Russe (1888)
- Gustave Le Rouge, auteur du Prisonnier de la Planète Mars (1908) et du Mystérieux Docteur Cornélius (1913).
- Albert Robida, écrivain et artiste, sans doute le « père » de l'illustration en science-fiction.
- Maurice Renard, tendance H. G. Wells, auteur du Docteur Lerne (1908), du Péril Bleu (1910), des Mains d'Orlac (1920)
- J.-H. Rosny aîné, né en Belgique, le père de la science-fiction « moderne » française, lui aussi comparable à H. G. Wells, qui a écrit le classique Les Xipéhuz (1887) et La Mort de la Terre (1910).

La Première Guerre mondiale a mis fin à cette première période.
Alors que le développement rapide de la science et de la technologie à la fin du XIXe siècle avait motivé les œuvres optimistes de la plupart de ces auteurs du début de la science-fiction, les horreurs de la guerre industrialisée et plus particulièrement l'application des techniques de pointe à de telles destructions, rendent beaucoup d'auteurs français plus pessimistes en ce qui concerne le potentiel de développement technologique.
Entre les deux guerres mondiales, J.-H. Rosny aîné publie son chef-d'œuvre Les Navigateurs de l'infini (1924), dans lequel il invente le mot « astronautique ».
- Régis Messac, pour Quinzinzinzili (1935).
- Jacques Spitz, pour La Guerre des mouches (1938).
- René Thévenin, pour Chasseurs d’Hommes (1930) et Sur l'Autre Face du Monde (1935), celui-ci sous le pseudonyme de A. Valérie[4].

### Après la Seconde Guerre mondiale
Jusqu'à la fin des années 1950, relativement peu de science-fiction est publiée en France, et celle qui l'est est souvent très pessimiste sur l'avenir de l'humanité, et souvent n'est pas du tout appelée « science-fiction ». Ravage de René Barjavel (1943) et La Planète des singes de Pierre Boulle (1963) en sont les exemples les plus connus.
Cette période de baisse de la science-fiction française (en abrégé SF) est connue de beaucoup comme un « âge d'or » de la science-fiction de langue anglaise et de l'américaine en particulier.
Quand la science-fiction française commence à réapparaître fortement après la Seconde Guerre mondiale, ce sont les thèmes et les styles de science-fiction anglophone qui servent d'inspiration pour de nouvelles œuvres.
Le premier magazine du genre, Fiction, qui est d'abord une traduction de The Magazine of Fantasy & Science Fiction, fait ses débuts en 1953.
La collection "Série 2000" des éditions Métal de Jean Birgé (et Jacques Bergier), de 1954 à 1956 (25 ouvrages). 
La collection principale des années 1950 et 1960 est « Le Rayon fantastique », publiée par Hachette et Gallimard et éditée par Georges H. Gallet et Stephen Spriel; elle publie essentiellement des traductions de romans américains. Néanmoins, « Le Rayon Fantastique » a aidé à lancer la carrière d'un certain nombre d'auteurs français :
- Francis Carsac
- Philippe Curval
- Daniel Drode
- Michel Jeury (qui écrit sous le pseudonyme de « Albert Higon »)
- Gérard Klein
- Nathalie Henneberg
- Christine Renard

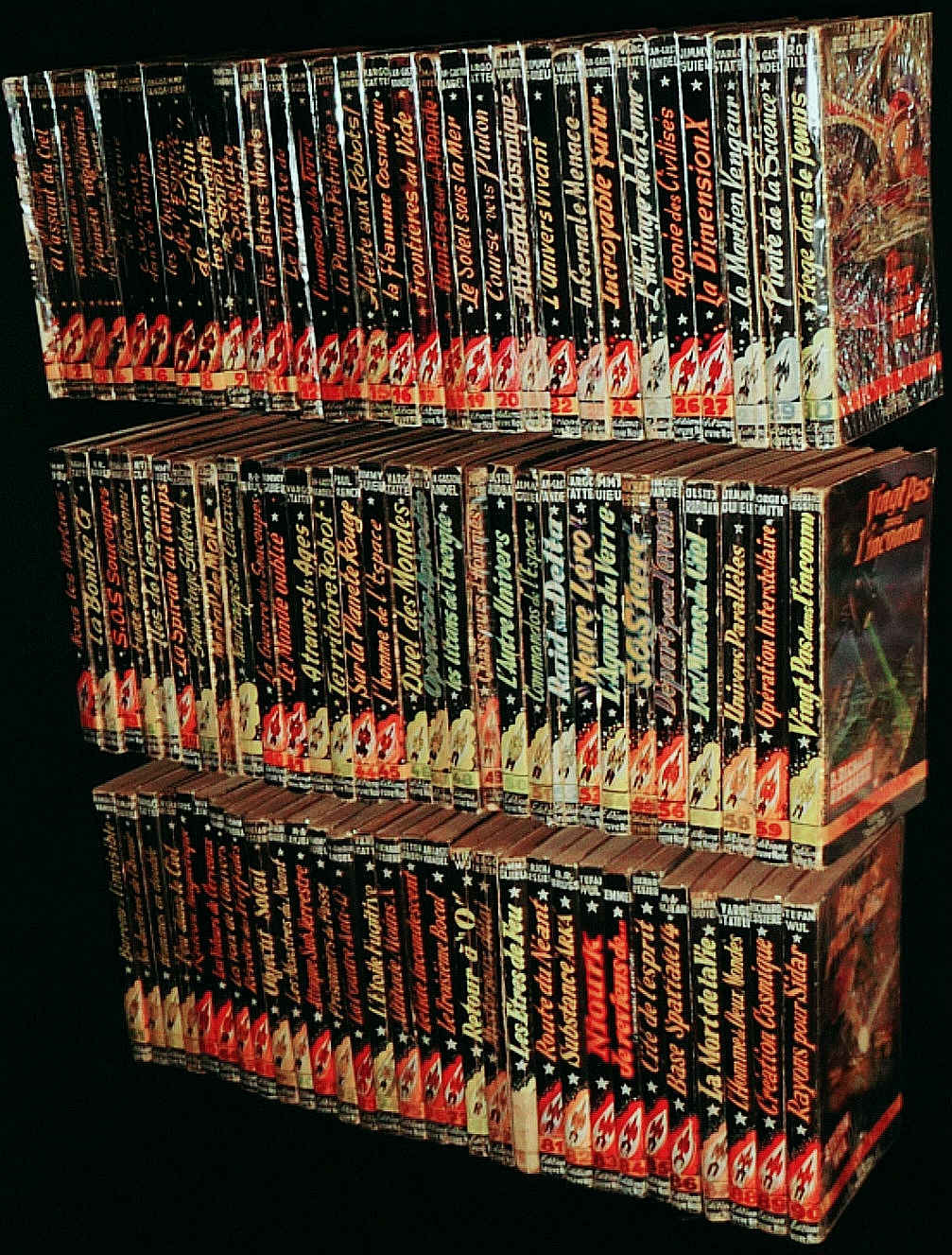
Collection Anticipation des éditions du Fleuve Noir, n° 1 à 151 (dos "fusée").

En 1951, Fleuve noir, maison d'édition spécialisée dans la « littérature de gare », lance « Anticipation », une collection de poche consacrée principalement à des auteurs français. Parmi ses auteurs, on trouve :
- Pierre Barbet
- Richard Bessière
- B. R. Bruss
- André Caroff
- Jimmy Guieu
- Gérard Klein (sous le pseudonyme de Gilles d'Argyre)
- Maurice Limat
- André Ruellan (sous le pseudonyme de Kurt Steiner)
- Louis Thirion
- Gilles Thomas
- Stefan Wul

Plus tard, beaucoup de grands noms de la science-fiction française seront imprimés d'abord dans cette collection.
Une autre collection, « Présence du futur », a été lancée en 1954 par Denoël. On y retrouve :
- Jean-Pierre Andrevon
- Jean-Louis Curtis
- Gérard Klein
- Jacques Sternberg
- Jacques Vallée (sous le pseudonyme de Jérôme Seriel)

À cette époque, la critique littéraire conventionnelle ne montre que très peu d'intérêt pour la SF française.
Le cinéma français, cependant, s'est avéré plus fructueuse pour la science-fiction.  Le film de Jean-Luc Godard Alphaville (1965) — un thriller et une satire de la politique française - a été le premier et principal exemple de la science-fiction française de la Nouvelle Vague.
Contrairement à la science-fiction américaine, le voyage dans l'espace n'est pas le thème majeur des auteurs français post-1968.
Une nouvelle génération d'écrivains français ayant peu de souvenirs des horreurs des deux générations précédentes a été inspirée par la transformation de la France au cours de la période d'après-guerre.
Surtout après mai 1968, les auteurs français de SF comme Jean-Pierre Andrevon, Pierre Pelot, Jean-Pierre Hubert, Joëlle Wintrebert, Joël Houssin, écrivent sur des thèmes politiques et sociaux.
Des auteurs comme Michel Jeury, Jean-Pierre Andrevon, Elisabeth Vonarburg et Philippe Curval commencent à s'attirer des éloges pour leur renouvellement d'un genre qui, à l'époque, n'était encore principalement considéré que comme un divertissement pour adolescents.
Durant les années 1970, la bande dessinée commence à devenir importante pour la SF française. Métal hurlant - le magazine français qui « inspira » le magazine américain Heavy Metal - commence à développer le potentiel de la science-fiction comme source de la bande dessinée. Les romans graphiques sont actuellement un grand - sinon le plus important - débouché pour la production de la science-fiction française d'aujourd'hui.
Durant les années 1980, les auteurs français comme Emmanuel Jouanne, Francis Berthelot, Antoine Volodine ou Jacques Barbéri commencent à envisager la science-fiction comme appropriée pour la littérature expérimentale.
L'influence du post-modernisme sur la littérature et le développement de thèmes cyberpunk suscitent un nouveau corpus de la SF française vers la fin de la décennie : la soi-disant «génération perdue» (représentée par des écrivains comme Claude Ecken, Michel Pagel, Jean-Marc Ligny, Sylvie Denis ou Roland C. Wagner).
À l'heure actuelle, la SF française est particulièrement bien représentée par les romans graphiques et un certain nombre de titres sont publiés chaque année.
Comme dans la plupart des pays développés, la culture du magazine diminue considérablement en raison du développement d'internet, mais un certain nombre de périodiques francophones de SF perdurent, par exemple Bifrost, Galaxies et au Québec Solaris.
Malgré le regain pour le space opera du début des années 1990 (Ayerdhal, Serge Lehman, Pierre Bordage, Laurent Genefort), l'influence de la fiction de langue anglaise, de la science et des films diminue considérablement depuis la "génération perdue", tandis que l'influence de l'animation, des jeux vidéo et d'autres traditions de science-fiction (allemande, italienne) augmente. Bernard Werber remporte, depuis le début des années 1990, un très important succès de librairie.
L'influence des mangas et dessins animés japonais est également particulièrement notable ces dernières années dans les formats graphiques.

### Autres auteurs français d'après 1945
| - G.-J. Arnaud - Ayerdhal - Jacques Barbéri - Francis Berthelot - Pierre Bordage - Serge Brussolo - Richard Canal - Jean-Christophe Chaumette - Philippe Curval - Alain Damasio - Maurice G. Dantec - Jeanne-A Debats - Michel Demuth - Sylvie Denis | - Thierry Di Rollo - Dominique Douay - Catherine Dufour - Jean-Claude Dunyach - Claude Ecken - Jean-Pierre Fontana - Yves Fremion - Laurent Genefort - Philippe Goy - Johan Héliot - Joël Houssin - Emmanuel Jouanne - Sylvie Lainé - Serge Lehman | - Jean-Marc Ligny - Xavier Mauméjean - Michel Pagel - Pierre Pelot ("Pierre Suragne") - Francis Valéry - Julia Verlanger ("Gilles Thomas") - Élisabeth Vonarburg - Roland C. Wagner - Daniel Walther - Bernard Werber - Joëlle Wintrebert |

## Le cinéma
Le plus ancien des films de science-fiction est un film français, Le Voyage dans la Lune, réalisé en 1902 par Georges Méliès, d'après le roman de Jules Verne De la Terre à la Lune. Méliès réalise aussi Vingt mille lieues sous les mers, toujours d'après Jules Verne. Le thème de la machine nouvelle apparaissait cependant déjà avec La Charcuterie mécanique d'Auguste et Louis Lumière en 1895, et dans Gugusse et l'Automate de Méliès en 1897.
Dans les décennies qui suivent, le cinéma français produit peu de films de science-fiction. Le moyen métrage Paris qui dort (1925) de René Clair montre les effets d'une invention qui endort toute la ville. Abel Gance réalise La Fin du monde d'après un livre de Camille Flammarion en 1931. Le monde tremblera (1939), de Richard Pottier, invente une machine qui prédit la mort des gens. La relativité du voyage spatial est mise en scène dans Croisières sidérales d'André Zwobada (1942).
Avec les années 1960, l'intérêt du cinéma français pour la science-fiction s'affirme. Le court-métrage La Jetée (1962), film expérimental de Chris Marker, inspirera L'Armée des douze singes (1995) de Terry Gilliam. Au sein de la Nouvelle Vague, Jean-Luc Godard recourt à la science-fiction pour Alphaville (1965), et François Truffaut réalise une adaptation du roman de Ray Bradbury en production britannique, Fahrenheit 451 (1966). Alain Resnais mêle voyage dans le temps et histoire d'amour dans Je t'aime, je t'aime (1968), tandis que Roger Vadim adapte la bande dessinée de Jean-Claude Forest avec Barbarella. Alain Corneau prend avec humour noir l'avenir comme cadre de France société anonyme (1974).
En 1980, avec La Mort en direct, Bertrand Tavernier montre un homme qui se fait poser une caméra dans l'œil pour filmer une femme à son insu. En 1981, Christian de Chalonge s'inspire librement du roman post-apocalyptique de Robert Merle pour son film Malevil. Marc Caro et Jean-Pierre Jeunet réalisent un étrange moyen métrage, Le Bunker de la dernière rafale (1981). Luc Besson s'attache à un récit post-apocalyptique avec le court-métrage L'Avant dernier, qu'il développe dans son premier long-métrage Le Dernier Combat (1983). De son côté, Yves Boisset adapte un roman de Robert Sheckley avec Le Prix du danger.  Le genre post-apocalyptique est également illustré par Diesel de Robert Kramer (1985) et Terminus, réalisé en 1987 par Pierre-William Glenn sur un scénario de Patrice Duvic. Pierre Jolivet oscille entre fantastique et science-fiction avec Simple mortel (1991). Caro et Jeunet reviennent au cinéma avec l'étrange film La Cité des enfants perdus (1995), de même qu'Enki Bilal, qui après Bunker Palace Hôtel (1989) réalise Tykho Moon (1996), et Luc Besson avec Le Cinquième Élément (1997) qui rencontre un succès international. Une production franco-canadienne, Les Mille Merveilles de l'univers avec  Tchéky Karyo, aborde l'existence des extraterrestres(1997). Cédric Klapisch réalise, avec Peut-être (1999), un film d'anticipation sur le thème du voyage dans le temps .
Robin Campillo rationalise le thème des zombies dans Les Revenants (2004). Enki Bilal se fonde sur ses bandes dessinées et sur un scénario de Serge Lehman pour son film Immortel, ad vitam (2004). Pierre Bordage collabore à l'écriture du mystérieux Eden Log (2007). Chrysalis est un thriller d'anticipation médicale. Marc Caro revient avec un thriller de space opera, Dante 01 (2008), tandis que Mathieu Kassovitz adapte un roman de Maurice G. Dantec avec Babylon A.D.. Arnaud et Jean-Marie Larrieu s'intéressent à la fin du monde vécue par un individu dans Les Derniers Jours du monde (2009).
Le cinéma d'animation français aborde également le genre de la science-fiction. René Laloux réalise en 1973 La Planète sauvage d'après un roman de Stefan Wul, en 1982 Les Maîtres du temps (toujours d'après Stefan Wul et sur des dessins de Mœbius) et en 1988 Gandahar sur des dessins de Caza, d'après un roman de Jean-Pierre Andrevon. Jean Image réalise Pluk, naufragé de l'espace en 1979. Le Roi et l'Oiseau, de Paul Grimault (1980), relève plutôt du merveilleux mais contient des éléments de science-fiction. Kaena, la prophétie, Les Enfants de la pluie (2003) et Renaissance (2006) relèvent également du genre.

## Bande dessinée
La bande dessinée française connaît dans les années 1930 l'influence des séries américaines Brick Bradford (francisé en Luc Bradefer) et Flash Gordon (rebaptisé Guy l'éclair). René Pellos et Martial Cendres créent le premier chef-d'œuvre de science-fiction en bande dessinée française avec Futuropolis (1937). Si en Belgique Edgar P. Jacobs publie dès 1943 Le Rayon U, en 1945 Raymond Poïvet et Roger Lécureux commencent leur série Les Pionniers de l'Espérance en 1945. Marijac publie Guerre à la Terre entre 1946 et 1947. Jacobs continue à aborder la science-fiction dans sa série Blake et Mortimer, et Hergé s'y illustre avec Objectif Lune et On a marché sur la Lune (1950).
En 1962, Jean-Claude Forest conjugue érotisme et science-fiction en publiant en magazine Barbarella. Il lance ensuite avec Paul Gillon la série Les Naufragés du temps (1964), tandis que Pierre Christin et Jean-Claude Mézières commencent à publier en 1967 dans Pilote la série Valérian et Laureline.
La science-fiction fait partie intégrante de la bande dessinée adulte dans les années 1970, avec les bandes dessinées de Philippe Druillet (Les 6 Voyages de Lone Sloane), de Mœbius (La Déviation, Arzach) et d'Enki Bilal (Le Bol maudit, Exterminateur 17), et avec la création du magazine Métal hurlant. De son côté, Gébé publie l'utopie L'An 01 en 1972.  Trois grandes séries post-apocalyptiques voient le jour : Simon du fleuve (1973) de Claude Auclair, Ardeur (1979) d'Alex Varenne et Daniel Varenne, et Jeremiah (1979) du Belge Hermann.
Mœbius avec L'Incal et Enki Bilal avec la Trilogie Nikopol s'imposent dans les années 1980. En Belgique, François Schuiten et Benoît Peeters créent la série des Cités obscures (1983), et Arno et Jodorowsky publient en France Les Aventures d'Alef-Thau. Jean-Marc Rochette et Jacques Lob publient Le Transperceneige (1984).
Dans les années 1990, Caza poursuit Le Monde d'Arkadi, et Mœbius Le Monde d'Edena. François Bourgeon et Claude Lacroix lancent Le Cycle de Cyann (1993), et le Brésilien Léo publie en France Les Mondes d'Aldébaran (1994). En 1998, tandis que Jean-David Morvan et Philippe Buchet entament la série Sillage, Thierry Cailleteau et Denis Bajram terminent Cryozone.
Dans les années 2000, le Suisse Frederik Peeters dessine deux séries de science-fiction : Lupus seul, et Koma avec le scénariste Pierre Wazem. Sur scénario de Serge Lehman et Fabrice Colin, Gess dessine La Brigade chimérique (2009).

## Prix littéraires
Les Prix Rosny-Aîné sont des prix annuels qui récompensent des œuvres de science-fiction en français.
D'autres prix récompensant la SF de langue française (non exclusivement) sont ou ont été le : 
- Prix Apollo (1972-1990)
- Prix Bob-Morane (1999-)
- Grand prix de l'Imaginaire (1974-)
- Prix Julia-Verlanger (1986-)
- Prix Jules-Verne (1927-1933 ; 1958-1963)
- Prix Ozone (1977-2000)
- Prix Tour Eiffel (1997-2002).

## Anthologies
- La Grande Anthologie de la science-fiction française, textes choisis et présentés par Gérard Klein, Ellen Herzfeld et Dominique Martel, Le Livre de poche SF

1. Les Mondes francs : 1952-1970 (1988)
2. L'Hexagone halluciné : 1972-1978 (1988)
3. La Frontière éclatée : 1979-1986 (1989)
4. Les Mosaïques du temps : 1957-1981 (1990)
5. Les Horizons divergents : 1986-1996 (1999)
6. Les Passeurs de millénaires : 1996-2000 (2005)

- Chasseurs de chimères : l’âge d’or de la science-fiction française, textes choisis et présentés par Serge Lehman, Omnibus, 2006  (ISBN 9782258070486)

#### Articles
- (en) Marc Angenot, « Science Fiction in France before Verne », Science Fiction Studies, vol. 5, Part 1, no 14,‎ 1978 (ISSN 0091-7729, lire en ligne)
- (en) Roger Bozetto, « Science fiction in France : The comeback », Science Fiction Studies,‎ 1999 (ISSN 0091-7729, lire en ligne)
- (en) Arthur B. Evans, « Science fiction in France : A brief history », Science Fiction Studies, vol. 16,‎ 1989 (ISSN 0091-7729, lire en ligne)
- Jean-Pierre Fontana, « Petite Histoire de la Science-Fiction Française et de l'édition de science-fiction en France de 1371 à 1981 », Grande Enciclopedia della Fantascienza, Del Drago, vol. 70,‎ 1981, p. 295 à 301 (« lire en ligne » sur le site NooSFere)
- Clément Hummel, « Rosny aîné et le fantasme de l'âge d'or de l'anticipation française », Academia.edu,‎ 2017, p. 24 (lire en ligne).
- Gérard Klein, « Pourquoi y a-t-il une crise de la science-fiction française ? », Fiction, no 166,‎ septembre 1967, p. 122-128 (lire en ligne).

### Articles et catégories connexes
- Merveilleux scientifique
- Réalisme fantastique
- Catégorie:Convention française de science-fiction